# Kalich
Der Kalich (deutsch Kelchberg) ist ein 536 m hoher Berg in Nordböhmen, auf dessen Gipfelplateau die Reste der einstigen Kelchburg zu finden sind. Markant sind die senkrechten 40 m hohen Felsklippen aus Klingstein (Phonolith) am Gipfel, von denen eine gute Aussicht besteht. Sein südlicher Hang nach Třebušín (Triebsch) bildet einen Absatz, der früher eine ackerbauliche Nutzung hatte.

## Lage und Umgebung
Der Kelchberg befindet sich 9 km nordöstlich der Stadt Litoměřice (Leitmeritz) im rechtselbischen Teil des Böhmischen Mittelgebirge. An seinem Fuße befindet sich die Gemeinde Třebušín (Triebsch).

## Geschichte
Die Burg wurde wahrscheinlich in der Mitte des 13. Jahrhunderts vom Deutschritterorden zum Schutze ihrer Kommenden in Pitschkowitz und später auch in Triebsch errichtet. Sie bestand aus einem Wohngebäude auf dem südwestlichen Gipfelfelsen und in den Fels gehauenen Räumen. Im Sattel zwischen den Gipfelfelsen lag der Brunnen.
Während der Hussitenkriege wurde sie von Jan Žižka belagert, der sie Ende Mai 1421 einnahm und zu seinem Sitz machte. Zwar belehnte König Sigismund am 5. Februar 1422 seinen Vasallen Sigismund von Wartenberg auf Tetschen mit der Burg, jedoch blieb dieser Akt formeller Art, da der tatsächliche Besitzer Žižka blieb. Eine von Wartenberg bereits im August 1421 erfolgte Belagerung blieb ebenso wie spätere Versuche ohne Erfolg. Žižka baute die Burg massiv aus, ihr Name geht auf den Hussitenkelch als Symbol der Bewegung der Hussiten zurück. Er errichtete auf einem der Felsen einen Wartturm und auf dem anderen einen steinernen Wohnturm. Nach der Form des Turmes mit einem vorkragenden Obergeschoss nannte er sich fortan Žižka vom Kelch (Žižka z Kalicha). Nach dem Tode des Hussitenführers im Jahre 1424 verblieb der Kelch im Besitz seiner Geschwister Jaroslav und Anežka.

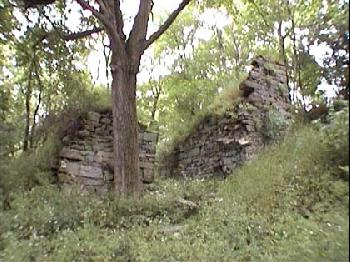
Reste der Burg

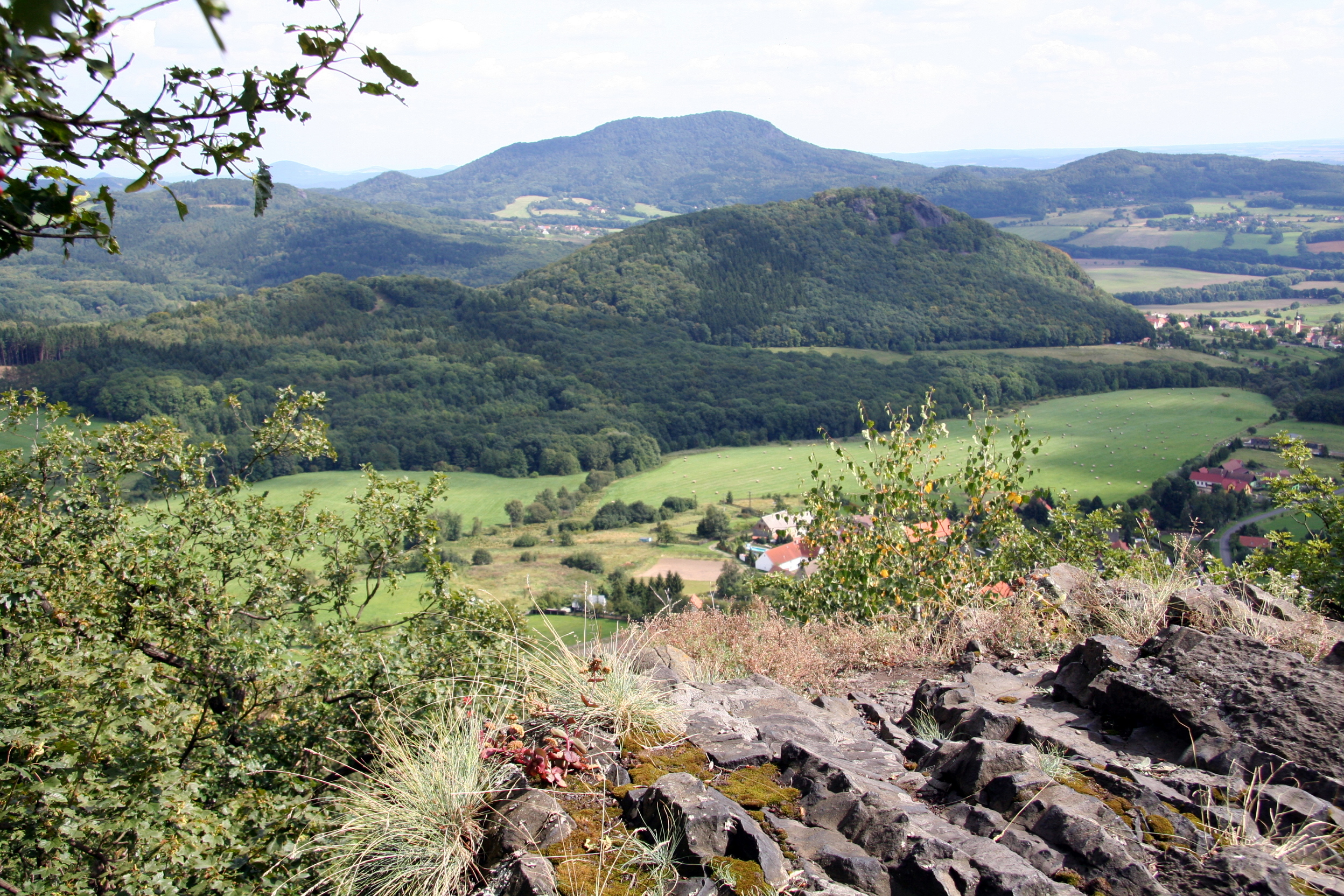
Blick vom Panna zum Kelchberg

Nach der vernichtenden Niederlage der Hussiten in der Schlacht von Lipan am 30. Mai 1434 gelangte sie in den Besitz des Wilhelm von Ileburg auf der Ronburg. Während der Wartenberger Fehde beteiligte sich Ilburg an den Einfällen der Wartenberger in die Gebiete der Städte Zittau und Görlitz. 1437 erstürmten die Truppen des Oberlausitzer Sechsstädtebundes die Kelchburg und brannten sie nieder.
Letzter urkundlich nachweisbarer Herr auf dem Kelch war 1470 Jeschek Swoganowsky von Boskowitz. 1575 wurde die Ruine Teil des neu gebildeten Gutsbezirkes Triebsch.
Heute sind noch Reste der Befestigungsmauern und des Burgtores erhalten. Die Lage des eingestürzten Brunnens ist durch einen Krater deutlich sichtbar.
Aktuell finden Ausgrabungen im Bereich der Burg statt.
Auf dem 2 km nordöstlich gelegenen 593,8 m hohen Berg Panna (Jungfrau) bei Řepčice (Rübendörfel) liegen die Ruinen einer weiteren Burg, deren Geschichte eng mit dem Kelch verknüpft ist. Eine Sage nach soll zwischen der Jungfrau und dem Kelch ein unterirdischer Verbindungsgang bestanden sein, den es jedoch wegen der geologischen Beschaffenheit der Gipfel nie gegeben haben kann.
Über die Herkunft der am Süd- und Osthang des Berges befindlichen Steinwälle gibt es keine gesicherte Erkenntnis.
Ende des 19. Jahrhunderts befand sich auf dem Kelch auch ein Berggasthaus, welches heute jedoch nicht mehr existiert.

## Floristische Besonderheiten
Beachtenswert ist die Frühlingsflora des Berges, typisch sind: Wohlriechendes Veilchen, Leberblümchen, Buschwindröschen.

## Aussicht
Der Blick schweift vor allem über die Berge der näheren Umgebung, zu nennen sind hier Trojhora (Dreiberg), Panna, Dlouhy vrch (Langer Berg) und Sedlo (Hoher Geltsch).

## Routen zum Gipfel
- Über den Berg führt ein örtlicher Rundwanderweg, dieser beginnt in Třebušín am Friedhof. Recht steile Wege führen zu den Resten der Burg.